# Devasahayam Pillai
Devasahayam Pillai, pokřtěný jako Lazar (23. dubna 1712, Nattalam – 14. ledna 1752, Aralvaimozhi) byl indický křesťanský konvertita, popravený zastřelením. Katolická církev jej uctívá jako svatého mučedníka.

## Život
Narodil se dne 23. dubna 1712 v bohaté hinduistické rodině ve vesnici Nattalam rodičům Vasudevan Namboodiri a Devaki Amma. Jeho otec byl hinduistickým duchovním. Dostalo se mu dobrého vzdělání. Nejprve pracoval jako voják, avšak díky svým schopnostem začal zastávat vysoké funkce. Oženil se s mladou ženou ze stejné kasty.
Roku 1742 se setkal s nizozemským kapitánem Eustachiem De Lannoyem, zajatým v bitvě, který mu ho seznámil s jezuitským misionářem Giovannim Battistou Buttari. Ten ho začal učit katolické náboženství, díky čemuž se postupně obracel pro křesťanskou víru.
Křest přijal dne 14. května 1745 v římskokatolickém kostele ve vesnici Vadakkankulam. Zvolil si křestní jméno Lazar. Začal kázat evangelium a neuznávat kastovní systém, což se však zvláště členům vyšší kasty nelíbilo. Několik lidí (včetně své manželky) obrátil na víru a ti se poté dali pokřtít.
Dne 23. února 1749 jej král, pronásledující křesťany dal zatknout a mučit. Jeho víra však zůstala i po několika letech mučení a věznění nezlomená.
Nakonec byl vyhoštěn na hranice království do zalesněných kopců. Díky jeho pověsti svatosti ho i zde spousty lidí vyhledávaly. Z toho důvodu sem byli vysláni vojáci, aby jej usmrtili.
Ti jej nalezli a zastřelili dne 14. ledna 1752. Pohřben byl v katedrále svatého Františka Xaverského v Kottarne.

## Úcta
Jeho beatifikační proces započal dne 3. července 2006, čímž obdržel titul služebník Boží. Dne 28. června 2012 podepsal papež Benedikt XVI. dekret o jeho mučednictví.
Blahořečen pak byl dne 2. prosince 2012 v Carmel Higher Secondary School Campus v Kottarne. Obřadu předsedal jménem papeže Benedikta XVI. kardinál Angelo Amato. Dne 21. února 2020 byl uznán zázrak na jeho přímluvu, potřebný pro jeho svatořečení. Svatořečen pak byl spolu s několika dalšími světci na Svatopetrském náměstí dne 15. května 2022 papežem Františkem.
Jeho památka je připomínána 14. ledna. Bývá zobrazován jako muž, modlící se v kleče svázaný řetězem.

## Odkazy

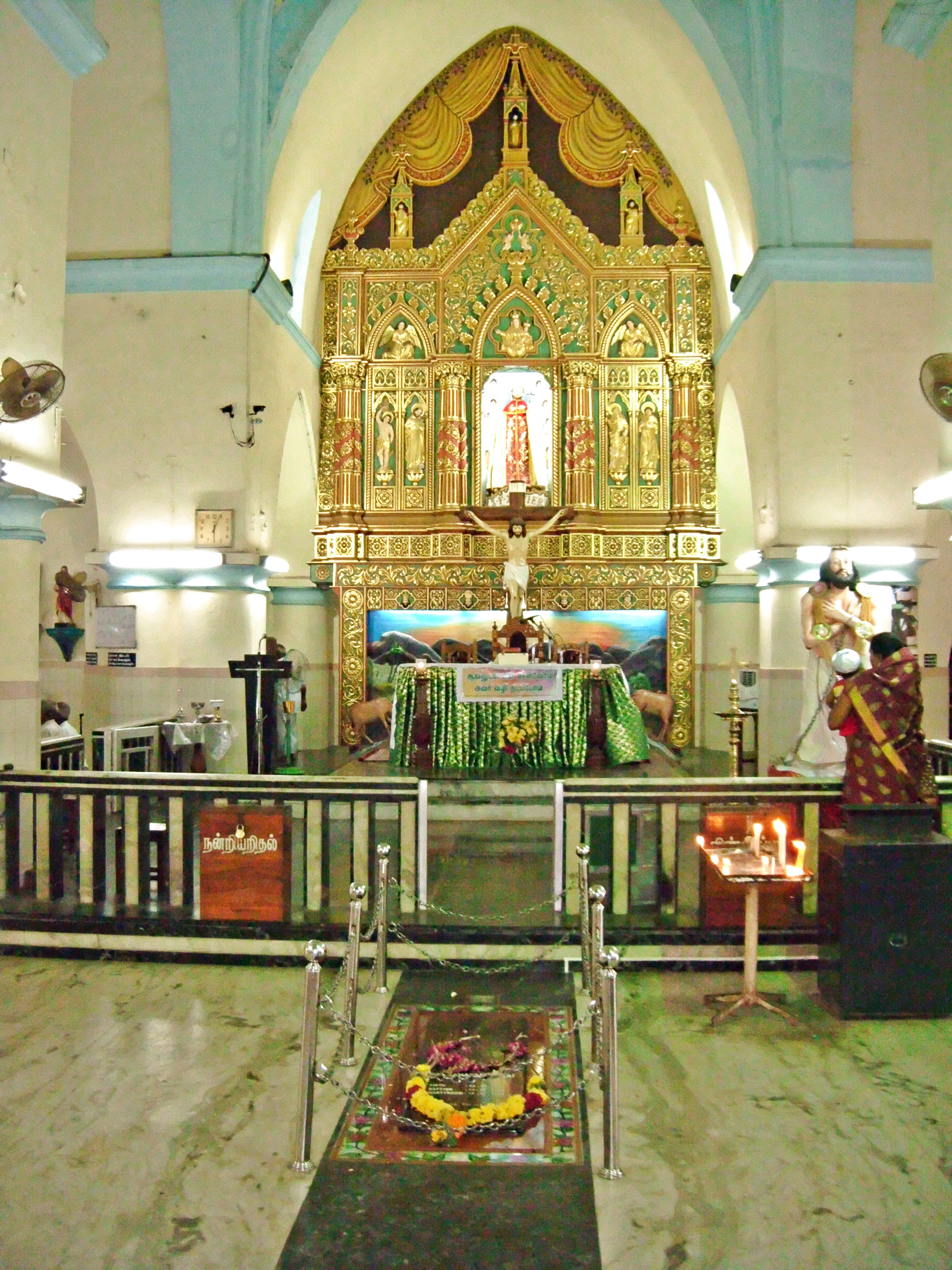
Hrobka sv. Devasahayama Pillai v katedrále sv. Františka Xaverského v Kottarne